# جمعية رود آيلاند العامة
جمعية رود آيلاند العامة (بالإنجليزية: Rhode Island General Assembly)‏ هي الهيئة التشريعية لرود آيلاند، تتكون من المجلس الأعلى مجلس شيوخ رود آيلاند
، والمجلس الأدنى مجلس نواب رود آيلاند .